# El Aguilar
El Aguilar  es una localidad y municipio del Altiplano argentino, situada en el norte de la provincia de Jujuy, perteneciente al departamento Humahuaca.
Está a una altitud cercana a los 3980 m s. n. m. aproximadamente, siendo uno de los centros urbanos más elevados del país (el primero es Mina Pirquitas, con 4120 m s. n. m.).
Incluyendo la población rural, tiene 3655 habitantes (Indec, 2001), un 89,3 %  menor a los 6918 habitantes (Indec, 1991) del censo anterior.

## Clima
De clima extremadamente frío y seco, El Aguilar debido a su altitud sobre el nivel del mar y a la diafanidad de su cielo presenta altos niveles de radiación solar.[cita requerida]

## Economía
El Aguilar se destaca en el país por su minería por poseer grandes yacimientos de plomo, cinc e incluso plata.

## Sismicidad
La sismicidad del área de Jujuy es frecuente y de intensidad baja, y un silencio sísmico de terremotos medios a graves cada 40 años.
- Sismo de 1863: aunque dicha actividad geológica catastrófica, ocurre desde épocas prehistóricas, el terremoto del 4 de enero de 1863 (162 años),[3] señaló un hito importante dentro de la historia de eventos sísmicos jujeños, con 6.4 Richter.[2]
- Sismo de 1948: el 25 de agosto de 1948 (76 años) con 7.0 Richter, el cual destruyó edificaciones y abrió numerosas grietas en inmensas zonas[3][2]
- Sismo de 2011: el 6 de octubre de 2011 (13 años) con 6.2 Richter, produjo rotura de vidrios y mampostería.[2]
- Sismo de 2015: el 11 de febrero de 2015 (10 años) con 6,7 Richter

## Parroquias de la Iglesia católica en El Aguilar
| Prelatura territorial | Humahuaca     |
| --------------------- | ------------- |
| Parroquia             | Santa Bárbara |